# サンミュージック出版
サンミュージック出版（サンミュージックしゅっぱん）は、サンミュージックグループ傘下の音楽出版社である。グループ所属のタレントの楽曲の著作権管理、レコード原盤の製作などが主な業務である。また、『SOUND MISSION』名義で、グループ内での音楽アーティストのマネジメントや自主レーベルレコードの発売も行っている。

## 所属アーティスト
- JYONGRI
- ダイアモンド☆ユカイ
- 古家正亨 - マネージメント提携
- Hermin - マネージメント提携
- 立川翼 - 業務提携
- 大野靖之 - 業務提携
- Task have Fun - 業務提携
  - 熊澤風花
  - 白岡今日花
  - 里仲菜月

## 過去に所属していたアーティスト
- 牧野由依
- 石井ゆき - 『ASAYAN』出身者　inoxレコードより、『neat girl age』でデビュー。
- 新井裕子